# Latvijas kauss 2023
La Coppa di Lettonia 2023 (in lettone Latvijas kauss) è stata l'82ª edizione del torneo (la 29ª dall'indipendenza), giocata a eliminazione diretta. È stata vinta dal Riga FC, al suo secondo titolo.

## Risultati

### Turno preliminare
| Squadra 1      | Risultato | Squadra 2           |
| -------------- | --------- | ------------------- |
| 12 maggio 2023 |           |                     |
| Kadaga/Osta    | 2 – 1     | Namejs              |
| 13 maggio 2023 |           |                     |
| RTU Riga       | 0 – 3     | JFC Jelgava         |
| Dobele         | 1 – 0     | Ludza               |
| Sigulda        | 1 – 0     | Sports United/Cēsis |
| 14 maggio 2023 |           |                     |
| Lielupe        | n.d.      | Varakļāni           |

### Primo turno
| Squadra 1           | Risultato       | Squadra 2           |
| ------------------- | --------------- | ------------------- |
| 26 maggio 2023      |                 |                     |
| Iecava              | 0 – 2           | Rīgas Futbola Skola |
| Ķekava-Auda         | 5 – 1           | Alberts FK          |
| DVSK Traktors       | 0 – 1           | Upesciema Warriors  |
| 27 maggio 2023      |                 |                     |
| Madona/BJSS         | 0 – 1           | Lielupe             |
| Pļaviņas/DM         | 0 – 3           | Limbaži             |
| Augšdaugava         | 1 – 2           | PPK/Betsafe         |
| Ogre United         | 1 – 1 (4-1 dtr) | Academy/LSPA        |
| JFC Jelgava         | 3 – 4           | JFK Daulgava        |
| Sports United/Cēsis | 4 – 1           | Staiceles Bebri     |
| Aliance             | 4 – 0           | Kadaga/Osta         |
| Salaspils           | 1 – 3           | Jēkabpils           |
| 28 maggio 2023      |                 |                     |
| Union               | 4 – 1           | Dobele              |
| Valka               | 0 – 7           | Marupe              |
| 29 maggio 2023      |                 |                     |
| Rīga United         | 3 – 2 (dts)     | RSU                 |

### Secondo turno
| Squadra 1           | Risultato   | Squadra 2           |
| ------------------- | ----------- | ------------------- |
| 9 giugno 2023       |             |                     |
| Upesciema Warriors  | 0 – 2 (dts) | Smiltene            |
| Sports United/Cēsis | 0 – 7       | Grobiņa             |
| 10 giugno 2023      |             |                     |
| Union               | 0 – 10      | Alberts FK          |
| Rēzekne             | 4 – 1       | JFK Daugava         |
| Aliance             | 0 – 2       | Dinamo Rīga         |
| Olaine              | 4 – 0       | JFK Ventspils       |
| Mārupe              | 2 – 0       | Skanstes            |
| 11 giugno 2023      |             |                     |
| Ogre United         | 4 – 0       | Rīga United         |
| PPK/Betsafe         | 1 – 0       | Saldus SS/Leevon    |
| Jēkabpils           | n.d.        | Limbaži             |
| Ķekava-Auda         | 2 – 4       | Rīgas Futbola Skola |
| 12 giugno 2023      |             |                     |
| Beitar              | 5 – 3       | Lielupe             |

### Terzo turno
| Squadra 1           | Risultato | Squadra 2   |
| ------------------- | --------- | ----------- |
| 21 giugno 2023      |           |             |
| Alberts FK          | 8 – 0     | Rēzekne     |
| 22 giugno 2023      |           |             |
| Grobiņa             | 2 – 3     | Olaine      |
| Rīgas Futbola Skola | 1 – 2     | PPK/Betsafe |
| Dinamo Rīga         | 0 – 11    | Mārupe      |
| Smiltene            | 1 – 3     | Beitar      |
| 23 giugno 2023      |           |             |
| Jēkabpils           | 3 – 1     | Ogre United |

### Ottavi di finale
| Squadra 1      | Risultato       | Squadra 2   |
| -------------- | --------------- | ----------- |
| 15 luglio 2023 |                 |             |
| Jēkabpils      | 0 – 6           | Alberts FK  |
| Mārupe         | 0 – 1           | Beitar      |
| Valmiera       | 2 – 0           | Super Nova  |
| Olaine         | 1 – 3           | Tukums 2000 |
| 16 luglio 2023 |                 |             |
| PPK/Betsafe    | 0 – 5           | Riga FC     |
| BFC Daugavpils | 1 – 4 (dts)     | Auda Ķekava |
| Jelgava        | 0 – 3           | RFS Riga    |
| Metta          | 2 – 2 (3-4 dtr) | Liepāja     |

### Quarti di finale
| Squadra 1      | Risultato | Squadra 2   |
| -------------- | --------- | ----------- |
| 20 agosto 2023 |           |             |
| Liepāja        | 7 – 0     | Beitar      |
| RFS Riga       | 4 – 1     | Alberts FK  |
| 21 agosto 2023 |           |             |
| Valmiera       | 0 – 1     | Tukums 2000 |
| Auda Ķekava    | 0 – 4     | Riga FC     |

### Semifinali
| Squadra 1         | Risultato | Squadra 2 |
| ----------------- | --------- | --------- |
| 20 settembre 2023 |           |           |
| Tukums 2000       | 1 – 3     | RFS Riga  |
| Riga FC           | 2 – 1     | Liepāja   |

### Finale
| Arbitro: | Spasjoņņikovs |

|                                           |                      |                                 |
| Aurélio 43’                               | Marcatori            | 90+4’ (rig.) Ikaunieks          |
| Ngom Muzinga Dašķevičs Bosančić Contreras | Tiri di rigore 5 – 3 | Ikaunieks Zjusins Mareš Lemajić |